# Tepecik-Çiftlik
Koordinaten: 38° 10′ 19″ N, 34° 29′ 37″ O
Tepecik-Çiftlik ist ein archäologischer Fundplatz bei der Kreisstadt Çiftlik (Provinz Niğde) im südlichen Zentralanatolien im antiken Kappadokien. 
Der Siedlungshügel liegt von seiner weiteren Umgebung weitestgehend abgeschottet in der Melendiz-Ebene, die durch Verlandung eines Kratersees des Pleistozän entstanden war. Der Ort war im 7. und 6. Jahrtausend v. Chr. besiedelt, als nur noch ein kleines Gewässer vorhanden war. Seit 2000 werden dort Ausgrabungen durch Erhan Bıçakçı von der Universität Istanbul durchgeführt, wobei bisher etwa ein dreiviertel Hektar freigelegt werden konnte. Dabei wurden Besiedlungsspuren der byzantinischen Zeit, des Chalkolithikums und des Neolithikums identifiziert.

## Chalkolithikum
Am meisten Aufmerksamkeit erhielten die Funde des frühen Chalkolithikums, in welchem der Ort aus einzelnen Gebäuden an freien Flächen und Gassen bestand. Zu diesem Zeitpunkt wurden die Gebäude aus Lehmziegeln auf Steinfundamenten errichtet. Einige der Gebäude wurden zu größeren Komplexen erweitert. In diesen Gebäuden fanden sich Feuerstellen und Öfen sowie Vorratsbehältnisse. Die in diesen Schichten gefundene Keramik zeigt in der Verzierung Verbindungen zum Fundort Köşk Höyük. Reichhaltig sind zudem Funde von Knochenwerkzeugen und Figurinen. Aufgrund der Nähe zum Göllü Dağ, einer der reichhaltigsten und hochwertigsten Obsidianlagerstätten Anatoliens, entwickelte sich im Ort außerdem eine hochstehende Silexindustrie. Da diese vor Ort zahlreiche Typen von Lanzen- und Pfeilspitzen kennt, die aus dem gesamten Vorderen Orient bekannt sind, muss davon ausgegangen werden, dass Tepecik-Çiftlik als Produktions- und Handelszentrum diente. Die Subsistenz der Bewohner beruhte, wie die Vielzahl gefundener Mahlsteine nahelegt, wohl vor allem auf Getreide. Daneben spielten aber auch tierische Produkte eine große Rolle, bei denen bisher nicht geklärt werden konnte, ob sie auf Domestikation oder Jagd zurückzuführen sind.

## Neolithikum
Die neolithischen Schichten datieren zwischen 7000 und 5500 BC cal und umfassen fast das gesamte Neolithikum. Sie werden in drei Phasen unterteilt.
Soweit angeschnitten, bargen die neolithischen Schichten am Tepecik-Çiftlik einige Bestattungen in Hockerlage. Diese enthielten ein Steingeräteinventar, das dem des Chalkolithikums bereits entspricht. Stilistische Unterschiede lassen sich nur in der Keramik ausmachen.